# Rudra

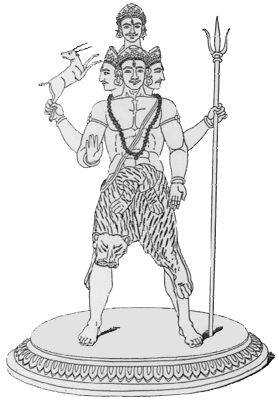
Rudra, «un dios de la tormenta y la encarnación de lo salvaje y del peligro impredecible», ilustrado en un libro de texto del siglo XIX acerca del hinduismo.

Rudra es una deidad rigvédica, asociada con el viento o la tormenta, y la caza.
El nombre se traduce generalmente como ‘el rugidor’.
En el Rig-veda (el texto más antiguo de la India, de mediados del II milenio a. C.), Rudra ha sido elogiado como «el más poderoso de los poderosos».
El himno «Sri Rudram» del Iáyur-veda es dedicado a Rudra, y es importante en la doctrina sivaísta.

## Nombre sánscrito
- rudra, en el sistema AITS (alfabeto internacional para la transliteración del sánscrito).[8]
- रुद्र, en escritura devanagari del sánscrito.[8]
- Pronunciación: /rʊdrə/ o [rúdra] (no [rrúdra]) en sánscrito[8]

### Etimología
La etimología del teónimo Rudra es algo incierta.
Por lo general se deriva de la raíz sánscrita rud, que significa ‘chillar, aullar’.
De acuerdo con esa etimología, el nombre de Rudra se ha traducido como ‘el que ruge’.
El Prof. Pischel sugirió una etimología alternativa desde una raíz sánscrita desaparecida, rud, que significaba ‘ser rojo’. 
Incluso, tenemos de la raíz protoindoeuropea *reudh–, cuyo significado viene a ser precisamente 'rojo', lo que a su vez, confirmaría esta última proposición; entonces, Rudra significaría ‘el rojizo’ o ‘el rubicundo’.
Según Grassman, rud también significaba ‘brillar’; entonces Rudra significaría ‘el brillante’.
Un verso rigvédico dice: «rukh draavayathi, iti rudraha», donde rukh significa ‘tristeza’ o ‘miseria’, draavayathi significa ‘expulsar’ o ‘eliminar’ e iti significa ‘eso que’ o ‘aquel que’. El verso implica que Rudra es el que elimina el mal y deja que entre la paz.
Stella Kramrisch observa una etimología diferente relacionada con el adjetivo raudra, que significa ‘salvaje’, es decir, ‘de naturaleza rudra’, y entonces traduce el nombre Rudra como ‘el salvaje’ o ‘el dios feroz’.
R. K. Sharma sigue esa etimología alternativa y traduce el nombre Rudra como ‘el terrible’ en su glosario del Shiva-sajasranama.
El comentarista Saiana sugiere seis posibles derivaciones de Rudra.
Sin embargo, otra referencia afirma que Saiana sugirió diez derivaciones.
En el Rig-veda 10.92.9, al nombre de Rudra se le aplica el adjetivo shivam en el sentido de ‘propicio’ o ‘amable’.
Según Gavin Flood, Shiva aparece como sustantivo propio (Śiva, ‘el amable’ o ‘el auspicioso’) recién a finales del período védico, en el Katha-araniaka.
En cambio Axel Michaels afirma que Rudra fue llamado Shiva por primera vez en el Sweta-aswatara-upanishad.
Rudra es llamado ‘el arquero’ (en sánscrito: Śarva) y la flecha es un atributo esencial de Rudra.
Este nombre Sharva aparece en el Shiva-sajasra-nama, y R. K. Sharma señala que en idiomas más modernos a menudo se utiliza como un nombre de Shiva.
La palabra se deriva de la raíz sánscrita śarv, que significa ‘herir’ o ‘matar’.
y R. K. Sharma utiliza ese sentido general en su traducción interpretativa del nombre Śarva como ‘aquel que mata [a las fuerzas de la oscuridad]’.
Los nombres Dhanwin (‘arquero’) y Banajasta (‘arquero’, literalmente ‘flecha-mano’) también se refieren a la arquería.
En otros contextos la palabra rudra simplemente puede significar el número ‘once’.
La palabra rudraksha (‘ojo de Rudra’; siendo aksa: ‘ojo’), se utiliza como un nombre tanto para la baya del árbol Elaeocarpus ganitrus, como para un rosario de cuentas de oración hecho a partir de esas semillas.

## Shiva y Rudra
El dios hinduista Shiva comparte varias características con Rudra: el teónimo Shiva se originó como un epíteto de Rudra, el adjetivo śiva (‘amable’) se utilizaba eufemísticamente para referirse a Rudra, junto con el epíteto aghora abhayankar (‘no aterrador y extremadamente tranquilo’).

## En los himnos rigvédicos
La primera mención de Rudra aparece en el Rig-veda, donde tres himnos enteros se dedican a él.
En general, en el Rig-veda hay alrededor de setenta y cinco menciones a Rudra.

### Epítetos de furor y de espanto
En el Rig-veda, el papel de Rudra como un dios temible es evidente en referencias a él como ghora (‘extremadamente aterrador’), o simplemente como asau devam (‘ese dios’).
Él es ‘feroz como una fiera formidable’ (Rig-veda 2.33.11).
Chakravarti resume la percepción de Rudra diciendo: «Rudra es así considerado con una especie de miedo servil, como una deidad cuya ira se debe minimizar y cuyo favor debe ganarse».
El verso 1.114 del Rig-veda es una apelación a Rudra por misericordia, donde se lo menciona como «poderoso Rudra, el dios con el pelo trenzado».
En el verso 7.46 del Rig-veda, Rudra se describe como armado con un arco y con flechas veloces. Como lo cita R. G. Bhandarkar, el himno dice que Rudra descarga «brillantes rayos o flechas que se extienden entre el cielo y la tierra» (Rig-veda 7.46.3), que puede ser una referencia a la potencia destructiva de los rayos.
Se cree que Rudra causa enfermedades, y cuando los creyentes hinduistas se recuperan de una enfermedad, también se lo atribuyen a la gracia de Rudra.
En el verso 7.46.2 del Rig-veda se le pide que no aflija a los niños con enfermedades, y en el verso 1.114.1 se le pide que mantenga a las aldeas libres de la enfermedad. Se dice que tiene remedios curativos (Rig-veda 1.43.4), que es el mejor curandero entre todos los curanderos (Rig-veda 2.33.4), y que posee un millar de hierbas curativas (Rig-veda 7.46.3). Esto se describe en el nombre alternativo de Rudra como Vaidianatha (señor de las plantas curativas).

### Epítetos como regente supremo
El verso 2.33.9 del Rig-veda llama a Rudra Ishana Bhuvana, ‘el Señor de la Tierra’.

sthirebhiraṅghaiḥ pururūpa ughro babhruḥ śukrebhiḥ pipiśehiraṇyaiḥ

īśānādasya bhuvanasya bhūrerna vā u yoṣad rudrādasuryam

Con miembros firmes, multiforme, el poderoso, el leonado, se adorna con brillantes adornos de oro:

La fuerza de Dios nunca se aparta de Rudra, aquel que es soberano de este mundo, el poderoso.
Rig-veda 2.33.9

En cambio, un milenio más tarde, el Taitiríia-araniaka del Iáyur-veda (1-10-1) cita a Rudra y a Brijaspati como hijos de Bhumi (la Tierra) y el Cielo.
Esto entra en conflicto directamente con la pretensión de Rudra de ser el dios supremo.
Este mundo se desea como un lugar de residencia por miles de JeevarAsis
El mundo superior se desea de manera similar por miles de devas.
La tierra y el cielo (Swarga) son como los dioses gemelos, Asvini Devas, que destierran las enfermedades y nos bendicen con bhogam; los Asvini Devas son los protectores del universo y su sankalpam (volición) nunca falla.
Bhuloka es la esposa y el cielo es el esposo; están unidos como una pareja.
La plataforma elevada para el iagam, el iaga-medai (iagña-vedi) debe ser considerada como una dama.
Entre tus formas, una es el día con tonalidad blanca, la otra es la noche con tono oscuro.
Ambos tús permanecen firme como Suria en el cielo con formas iguales, únicas y alternadas.

### Relación con otros dioses védicos
Rudra se utiliza tanto como un nombre de Shiva y colectivamente («los Rudras») como el nombre de los Maruts.
Gavin Flood caracteriza a los Maruts como «dioses de la tormenta», asociados a la atmósfera.
Son un grupo de dioses, cuyo número varía entre 2 y 60, a veces también mencionados como 11, 33 o 180 (es decir, tres veces 60, véase el verso 8.96.8 del Rig-veda).
A veces se menciona a los Rudras como «los hijos de Rudra», mientras que a Rudra se lo conoce como «padre de los Maruts» (Rig-veda 2.33.1).
En el verso 7.40.5 del Rig-veda, Rudra es mencionado junto con una larga lista de otros dioses. Aquí está la referencia a Rudra, cuyo nombre aparece como uno de los muchos dioses que son invocados:

Este Varuna, el líder del rito, y el real Mitra y Ariamán, sostienen mis actos, y la divina Aditi, sin oposición, es invocada con seriedad: que ellos nos den seguridad contra el mal. Yo propicio con oblaciones a las ramificaciones (vayaḥ) de ese divina alcanzable Visnú, que nos hace llover beneficios. Rudra derrama sobre nosotros la magnificencia de su naturaleza. Los Aswin han descendido hasta nuestra morada abundando con alimentos (sacrificiales).

La interpretación de un escoliasta anónimo de la palabra sánscrita vayaḥ, que significa «ramificaciones» o «ramas», es que todas las demás deidades son, por así decirlo ramas de Vishnu,
En cambio Ralph T. H. Griffith cita a Ludwig, quien escribió: «Esto [...] no da ninguna interpretación satisfactoria» y cita otros puntos de vista que sugieren que en este punto el texto está corrupto.

## En textos posrigvédicos
En las diversas recensiones del Iayur-veda se incluye una letanía de estrofas que alaban a Rudra:
- Maitraiani-samjita 2.9.2,
- Kathaka-samjita 17.11,
- Taittiríia-samjita 4.5.1 y
- Vayasaneii-samjita 16.1-14.

Esta letanía se menciona posteriormente como el Śatarudriyam, el Namakam (porque muchos de los versos comienzan con la palabra namaḥ [‘reverencias’]), o simplemente como el Rudram. Esta letanía se recitaba durante el ritual agni-chaiana (‘el apilamiento de Agni’), y más tarde se convertiría en un elemento estándar en la liturgia de Rudra.
En el verso 14.3-4 del Paipalada-samjita del Atharva-veda se incluye una selección de estas estrofas, aumentada con los demás. Esta selección, con adiciones del Paipalada-samjita al final, fue conocida más ampliamente como el Nila-rudram (o como el Nila-rudra-upanishad).

## En elsijismo
El décimo gurú sij, Guru Gobind Singh describe la encarnación de Rudra en su libro Dasam Granth; el capítulo se titula «Rudra Avatar».